# ویموث ۱۹۲۹۴
سیارک ۱۹۲۹۴ (به انگلیسی: 19294 Weymouth، نامگذاری:1996PF) نوزده هزار و دویست و نود و چهارمین سیارک کشف شده‌است که در ۶ اوت ۱۹۹۶ کشف شد.